# The Wall～長城～
《The Wall c/w Only Heaven Knows》是香港搖滾樂隊Beyond發行第一張日本單曲。

## 曲目
1. The Wall～長城～（樂隊1992年粵語專輯《繼續革命》中歌曲《長城》的日語版）
2. 無語問蒼天（樂隊1992年粵語專輯《繼續革命》中的《無語問蒼天》同曲）